# Gladiolus candidus
Gladiolus candidus là một loài thực vật có hoa trong họ Diên vĩ. Loài này được (Rendle) Goldblatt miêu tả khoa học đầu tiên năm 1995.